# Polytrichadelphus magellanicus
Polytrichadelphus magellanicus là một loài rêu trong họ Polytrichaceae. Loài này được (Hedw.) Mitt. mô tả khoa học đầu tiên năm 1859.